# NGC 1106
NGC 1106 este o galaxie lenticulară situată în constelația Perseu. A fost descoperită în 18 septembrie 1828 de către John Herschel. Se află la o distanță de 59,08 de megaparseci de Pământ.